# Péptido antimicrobiano
Los péptidos antimicrobianos (en inglés AMPs), también llamados péptidos de defensa del huésped, son proteínas de origen natural que tienen propiedades antibióticas. Son componentes que se han conservado de la respuesta inmune innata en los distintos procesos evolutivos. Estos péptidos han sido fabricados por la naturaleza para actuar como medio de defensa en contra de enfermedades producidas por diversos microorganismos, presentan actividad contra bacterias tanto gram positivas como gram negativas, hongos y virus. Existen una gran cantidad de péptidos antimicrobianos así como una gran variedad de fuentes, se pueden encontrar en plantas, insectos, virus y mamíferos.

## Características
Los organismos vivos son sistemas abiertos, por lo tanto, están expuestos a numerosas infecciones por distintos patógenos. Es por eso por lo que tienen la necesidad de defenderse de ellos. Esta defensa es gracias al sistema inmunitario, que puede ser adquirido o innato. Por un lado, están las barreras físicas, como por ejemplo las capas epiteliales de la piel, del tracto gastrointestinal y de las mucosas. Al mismo tiempo, hay microorganismos que sí pueden ser tolerados, estos se encuentran en la parte externa (superficial), de las capas epiteliales. Pero hay otras zonas, como las vías aéreas donde, a causa del intercambio de gases, podrían producirse complicaciones producidas por estos microorganismos. Es entonces cuando las células epiteliales de estas zonas sintetizan los péptidos antimicrobianos.

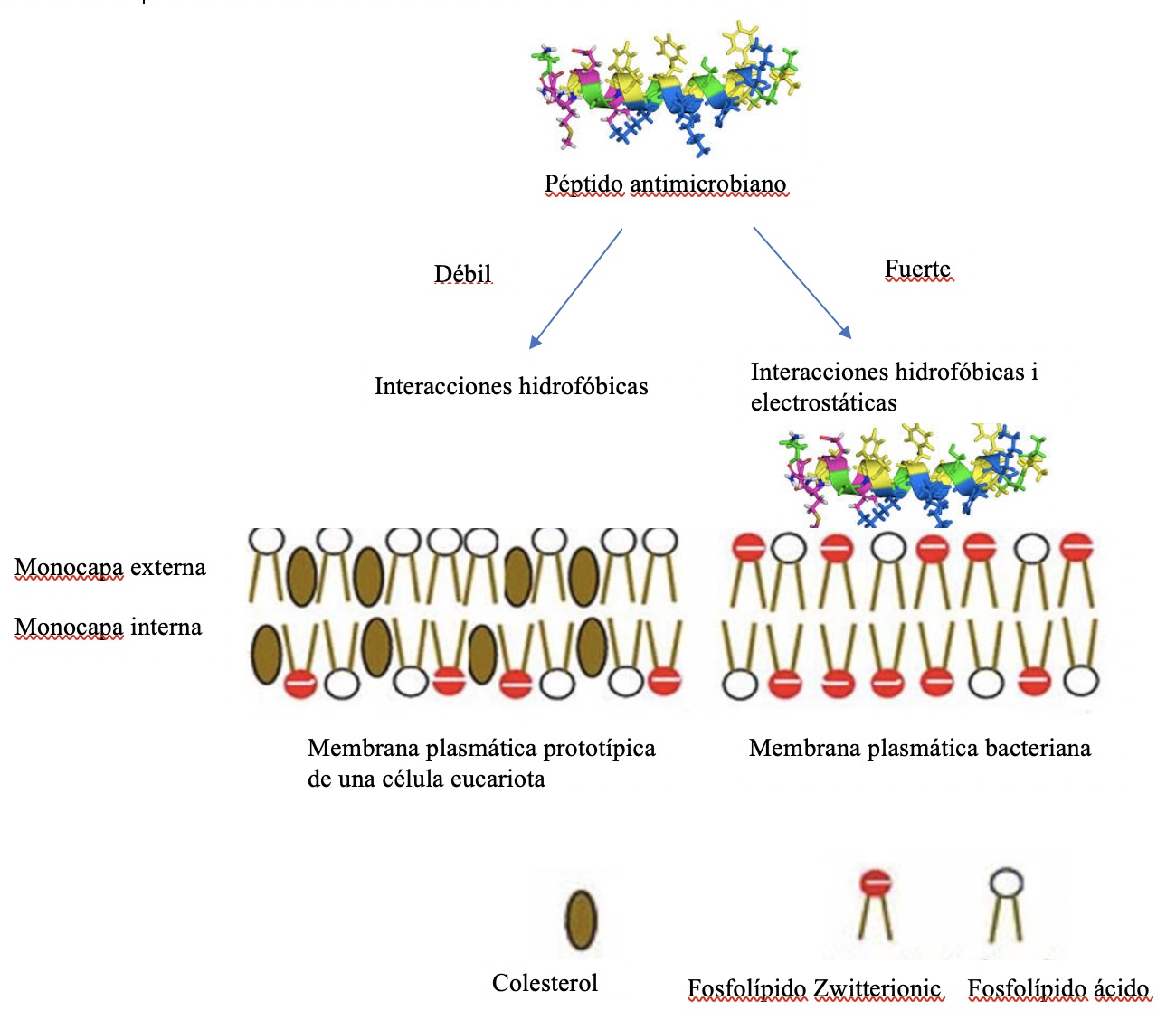
Mecanismos de selectividad de los pépticos antimicrobianos

Los péptidos antimicrobianos (AMP) inhiben el crecimiento o la localización de bacterias, hongos, virus. Los AMP se encuentran entre los mecanismos de defensa de vertebrados, insectos y plantas. Son producidos en distintos tejidos y su clasificación depende de su estructura secundaria: lineales o de hélice alfa.

Dos ejemplos las cecropinas  o las magaininas.

### Estructura
Respecto a su estructura y composición, los AMP generalmente están constituidos por 12-50 aminoácidos. Contienen puentes de disulfuro y fragmentos de otras proteínas más grandes con actividad antibacteriana. Sus características anfipáticas y de tamaño ayudan a la interacción con la bicapa lipídica. Sobre todo en la membrana citoplasmática de patógenos, donde forman poros.
Su rango de acción es muy amplio, desde actividades inmunomoduladoras, propiedades microbicidas hasta reparadores de daños, a partir de la cicatrización. Destaca también la variedad en que actúan, ya sea a partir de la interacción con el patógeno a través de la membrana, afectando los blancos internos, como puede ser la síntesis de proteínas o la replicación del ADN o bien a partir de interactuar con el huésped, como son las distintas funciones inmunomoduladoras de la regulación del proceso inflamatorio y de cicatrización.
De sus características físicas y químicas destacan las relacionadas con la actividad microbicida mencionada. Formar poros en la membrana del patógeno o inhiben el metabolismo bacteriano al integrarse en el citoplasma.
Su alteración en los tejidos provoca distintas patogénesis, así como enfermedades gastrointestinales, respiratorias. Hay que destacar que la resistencia de los péptidos antimicrobianos respecto los antibióticos convencionales es menor. Pero, aun así, hay distintos mecanismos de resistencia como son la degradación por proteasas, la liberación de proteínas inhibidoras o cambios en la conformación de la membrana externa del patógeno.

## Historia
En 1922 Alexander Fleming identificó el primer AMP y lo llamó lisozima.
En la década de 1960 se identificó la brombinina en ranas y la lactoferrina en la leche.
 En 1981 Hans Boman con el descubrimiento de 'cecropinas' fue el primer informe de AMP α-helicoidales.
En 1987 Zasloff aisló y caracterizó AMP catiónicos, llamados magaininas de la rana africana.

En la década de 1990 Hoffmann demostró que la ablación genética de la síntesis de AMP hizo que la mosca de la fruta fuera susceptible a una infección fúngica masiva, primera evidencia del papel crítico de los AMP en la defensa del huésped de los insectos.
En la década de 1990, el campo de los péptidos antimicrobianos se expandió rápidamente y se informaron más de 300 péptidos.
En 1994 se aisladaron AMP en la piel de mamíferos y la generación posterior de ratones deficientes en una de estas catelicidinas, que demostró la relevancia de los AMP para la defensa del huésped mamífero.
En 2016 se habían depositado más de 2500 AMP en la base de datos de péptidos antimicrobianos (Antimicrobial Peptide Database).
En 2017 el grupo Ciências Genômicas e Biotecnologia de la Universidade Católica de Brasília publicó «Herramientas computacionales para explorar bases de datos de secuencias como recurso para péptidos antimicrobianos» que establecía la identificación de péptidos antimicrobianos (AMP) en bases de datos. Según el origen de su secuencia de aminoácidos, los AMP se dividían en: naturales, encriptados y diseñados.
En 2021 la base de datos de AMP el Data Repository of Antimicrobial Peptides (DRAMP), ha informado 3791 AMP de seis reinos, incluyendo 431 de bacterias, 4 de arqueas, 7 de protozoos, 6 de hongos, 824 de plantas y 2519 de animales.

## Clasificación
Los péptidos antimicrobianos (AMP) se pueden clasificar para su estudio, en función de sus características y estructura secundaria.

Los AMP también pueden ser clasificados en función del organismo que los sintetiza.
 Otra forma es por su método de síntesis: péptidos antimicrobianos de síntesis ribosómica o péptidos antimicrobianos de síntesis no ribosómica.
Dependiendo de su objetivo, los AMP se pueden clasificar como péptidos antibacterianos, antifúngicos, antiparasitarios y antivirales. 
Por su estructura secundaria
los péptidos AMP incluyen dos o más residuos cargados positivamente, la estructura se divide entre: 
- los AMP que presentan hélice alfa (α),
- los AMP que presentan lámina beta (β) atribuida a la presencia de 2 o más enlaces disulfuro,
- los AMP que presentan estructura tipo loop debido a la presencia de enlace disulfuro sencillo y/o cilización de la cadena peptídica y
- los AMP que presentan estructura extendida.

|                                                                                   | Estructura secundaria | |        |
| Tipo/Carga                                                                        | Características | Ejemplos | Imagen |
| --------------------------------------------------------------------------------- | --- | --- | ------ |
| AMPs aniónicos                                                                    | - Pequeño tamaño (721.6 - 823.8 Da) - Ricos en ácido glutámico y aspartámico - Requieren Zn como cofactor para desarrollar su actividad antimicrobiana - Activos contra bacterias Gram + y Gram -                       | Maximina (anfibios), dermicidina (humanos) |        |
| Péptidos catiónicos lineales de α-hélice                                          | - Tamaño de unos 40 aminoácidos - Estructura secundaria de α-hélice (que determina su actividad bactericida contra Gram + y Gram -) aun cuando se presentan indefinidos en disoluciones acuosas - No presentan cisteína | LL-37 (humanos), Magainina, dermaseptina, bombinina, brevinina-1, esculentinas y buforina II (anfibios), pleurocidina (peces), CAP18 (conejos), Cecropin P1 (nemátodos)                                                |        |
| Péptidos catiónicos enriquecidos por aminoácidos específicos                      | - Generalmente lineales - Carecen de cisteína - Son ricos en aa específicos según el péptido: prolina, arginina, fenilalanina, glicina, triptófano, histidina...                                                        | Abaecina, apidaecinas (abejas), drosocín (Drosophila), bactenicinas (ovejas), profenina, PR-39 (cerdos), holotripcina (escarabajos), histatina (humano).                                                               |        |
| Péptidos aniónicos y catiónicos que contienen cisteína y forman puentes disulfuro | - Tienen residuos de cisteína - Forman puentes disulfuro - Estructuras β-plegada estable | Péptidos con 1 puente disulfuro: brevinina Péptidos con 2 puentes disulfuro: protegrina (cerdo), taquiplesinas (cangrejo cacerola) Péptidos con 3 puentes disulfuro: α-defensinas como HBD1, DEFB118 (humano), HNP 1-4 |        |
| Péptidos aniónicos catiónicos, fragmentos de proteínas mayores                    | - Fragmentos de proteínas mayores - Su actividad en la inmunidad innata no está descrita | Lactoferricina (de la lactoferrina I), Casodicina (caseína humana), algunos dominios de lactoalbúmina bovina, ovoalbúmina y hemoglobina humana                                                                         |        |

Por la forma en que son sintetizados
- Péptido antimicrobiano de síntesis ribosómica
- Péptido antimicrobiano de síntesis no ribosómica.[11]

Por el organismo de origen
Mamífero, Anfibio (magainina), Insecto (cecropinas), Planta, Virus, Bacteria, (bacteriocins).

## Funciones asociadas a otras moléculas
- Relacionadas con los ácidos nucleicos y las membranas: Hay péptidos antimicrobianos que pueden acumularse en el interior de la célula, uniéndose al ADN, ya que su función no se desarrolla sobre la membrana y por eso la traspasan (como buforín]). Otros, como por ejemplo el ARN polimerasa, pueden inhibir el crecimiento de las bacterias a través de sus interacciones con los ácidos nucleicos. También existen péptidos antimicrobianos que actúan modificando la permeabilidad de la membrana plasmática, alterando así la fluidez o el mecanismo de transporte.
- Proteínas: otros pueden modificar la síntesis de proteínas, interrumpiendo la incorporación de histidinas y alterando las enzimas que participan en este proceso. Algunos de ellos son: péptido-1, dermaseptín, pleurocidín y PR-39.   Algunos otros como el pirrocoricín y el drosocín inhiben la acción de las chaperonas en el plegamiento correcto de las proteínas. La acción de péptidos como PR-39 e indolicín produce la formación de bacterias filamentosas. También se sabe que el péptido nisín (perteneciente a la categoría de bacteriocina) es capaz de bloquear la división celular.
- Oxígeno: péptidos antimicrobianos más desarrollados, como el microcín j25, actúan alterando la cadena respiratoria mediante la inhibición del consumo de oxígeno. De este modo, estimulan la proliferación de especies que reaccionan con el oxígeno.

## Mecanismo de Acción
Los mecanismos de acción de los péptidos antimicrobianos son muy diversos por ese motivo también los podemos conocer como medicamentos sucios. Principalmente se distinguen dos tipos de péptidos antimicrobianos según su mecanismo de acción, estos son los péptidos permeabilizadores (afectan a la permeabilidad de la membrana plasmática) y los no permeabilizadores (su acción está relacionada con los ácidos nucleicos, síntesis, translocación y plegamiento de proteína).
Los péptidos permeabilizadores
se caracterizan principalmente por su carácter catiónico, asociado con su característica amfipatica (presentar fracciones hidrófobas y fracciones polares que son hidrófilas) por eso su acción está basada en la interacción con la membrana bacteriana, ya que dicha membrana está formada por fosfolípidos aniónicos, con los que establecen interacciones electrostáticas. De este modo pueden introducirse en el interior de la membrana plasmática de manera que las partes hidrófobas de los péptidos interaccionan con las partes hidrófobas de la membrana causando daños que afectan a su la estabilidad.
Encontramos distintos tipos de mecanismos como:
·     El mecanismo barril:  después de haberse introducido en el interior de la membrana y de haber alcanzado una concentración suficiente los péptidos se colocan perpendicularmente a la membrana creando poros hidrófilos que provocan la pérdida del equilibrio osmótico y del potencial de membrana de los patógenos.
·     El mecanismo anular: al alcanzar una concentración límite los lípidos se doblan y forman así un canal mixto con los péptidos y los lípidos de la membrana.
·     El mecanismo de alfombra: los péptidos se asocian a la cara extracelular de la membrana creando una alfombra y debilitando la membrana bacteriana, eventualmente se puede producir la muerte celular por perdida de citoplasma
·     El mecanismo de agregado: cuando se llega a una concentración elevada de péptidos, estos se reorientan forman unos canales y se produce la muerte celular por perdida de contenido citoplasmático o pueden desintegrarse espontáneamente.
Además se ha encontrado un grupo de péptidos que no afectan a la permeabilidad de la membrana plasmática, sino que su función está relacionada en la modificación de los ácidos nucleicos y la síntesis, translocación y plegamiento de las proteínas.
Concretamente encontramos un grupo de péptidos capaces de traspasar la membrana y interaccionar con las histonas i el RNA-polimerasa inhibiendo el crecimiento bacteriano. También se ha observado péptidos capaces de interrumpir la incorporación de histidinas y alterar enzimas involucradas en la síntesis proteica. Otros péptidos son capaces de inhibir el plegamiento de las proteínas o inhibir el crecimiento de la membrana celular por lo que no se puede llevar a cabo la división. Finalmente se han observado péptidos con la capacidad de alterar la cadena respiratoria al inhibir el consumo de oxígeno.
Dichos péptidos no provocan daños en las células animales puesto que estas células son ricas en fosfolípidos neutros y colesterol que son sustancias que inhiben la incorporación de estos péptidos y la formación de poros en las membranas. La carga de las membranas de las células eucariotas es positiva, a diferencia de la membrana extracelular bacteriana, por eso la carga positiva de los PAM les permite penetrar células bacterianas respetando las células del huésped.

## Mecanismos de Resistencia
La resistencia de las bacterias a los medicamentos comunes se ha convertido en una amenaza para la salud mundial y un problema serio, que ha provocado aumentos de los casos de infección y, como consecuencia, de la tasa de mortalidad. Una buena noticia es que los péptidos antimicrobianos producen resistencia más difícilmente que lo antibióticos usuales, aunque esta puede causar un daño que conduce a enfermedades más graves. Esto se debe a que empieza a actuar de manera muy rápida contra los patógenos invasores (microorganismos) y a trabajar mediante mecanismos inespecíficos o generales, de modo que las bacterias no pueden generar la resistencia en tan poco tiempo. Por lo tanto, aunque sea más difícil de adquirir, una vez conseguida puede tener efectos de mayor transcendencia como, por ejemplo, endocarditis bacteriana. 
¿De qué depende la resistencia? Está determinada por la carga y estructura que tiene la bacteria en su membrana externa, así como también el efecto de los cambios ambientales bajo estrés en el microorganismo.
Por ejemplo, en algunas bacterias gramnegativas, la resistencia es adquirida gracias a las modificaciones que afectan la síntesis de proteínas de la membrana externa. Un ejemplo sería la bacteria Yersinia enterocolitica,  capaz de producir cambios estructurales y funcionales en el lípido A. Este, encargado de activar la acción de los TLR4, tiene una responsabilidad primordial en la activación del sistema inmune innato, y lleva un fosfato cuya carga negativa establece interacciones con los péptidos antimicrobianos e impide que se active la respuesta inmunológica. También en relación con los cambios en la membrana externa, encontramos alguna especies de Salmonella que impiden que los péptidos antimicrobianos se puedan inserir en la membrana. Esto se debe a que produce un aumento de las interacciones hidrofóbicas, cosa que reduce la fluidez de la membrana.
Existen varios organismos (Straphylococcus spp, Enterococcus faecalis, etc)  que han generado resistencia desarrollando enzimas proteolíticas con la capacidad de degradar los péptidos: elastasas, metaloproteinasas, metaloproteinasas… Otros, en cambio, usan la neutralización como mecanismo de resistencia. Por ejemplo, la bacteria Staphylococcus aureus consigue producir la inhibición del efecto bactericida mediante la secreción de estafiloquinasa.
Una de las principales causas de obtención de virulencia en muchas de las infecciones bacterianas conocidas es la formación de biopelículas como mecanismo de resistencia bacteriana a los antibióticos y la defensa innata del organismo infectado. En la búsqueda para erradicar las infecciones crónicas cuya causa son las biopelículas, se intentan utilizar péptidos antimicrobianos como sustitutivos de los antibióticos convencionales. Esto es muy importante desde el punto de vista terapéutico, de hecho, ya se están diseñando nuevas terapias antimicrobianas capaces de combatir infecciones creadas por muchas cepas de bacterias, tanto Gram-positivas como Gram-negativas, incluyendo aquellas que ya son resistentes a medicamentos y hongos.

## Función inmunorreguladora

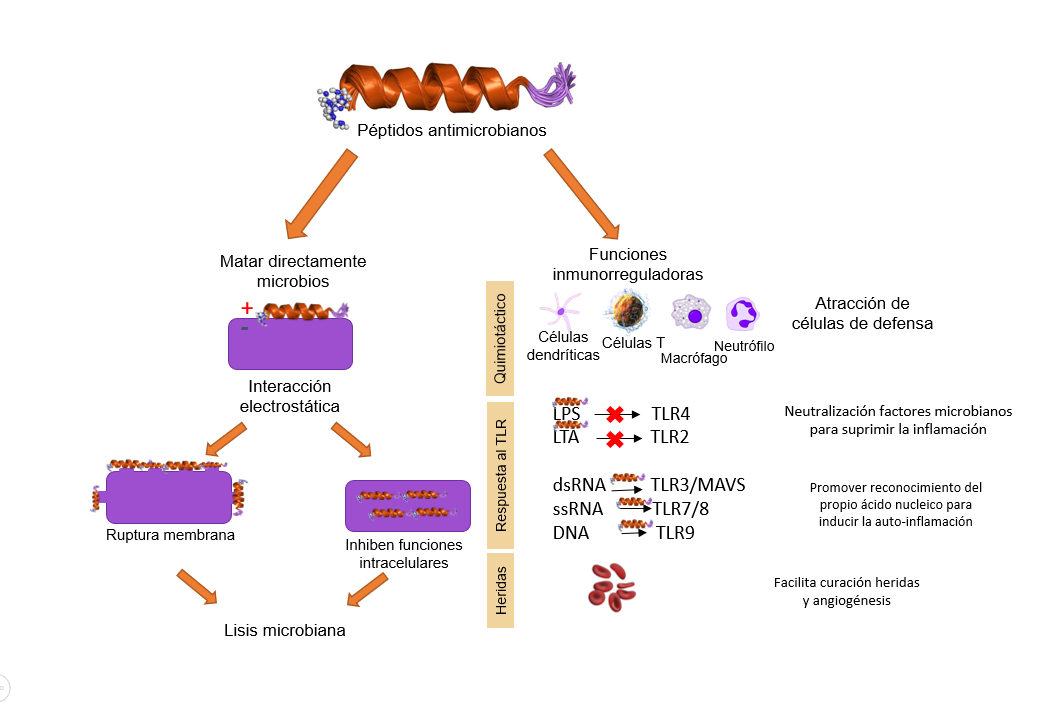

Además de su actividad microbicida directa, estos péptidos se ven implicados en procesos de quimiotaxis hacia células del sistema inmune, como las α/β-defensinas humanas (quimiotácticas para las células dendríticas, células T o macrófagos) o las catelicidinas (quimiotácticas para neutrófilos, monocitos y células T). Asimismo, esta atracción de células efectivas es regulada por las AMP de forma indirecta mediante la regulación de la liberación de citocinas quimiotácticas como CXCL8 y CCL2, que amplían la respuesta inmune del huésped en procesos inflamatorios.
Por otra parte, se ha observado que desempeñan un papel fundamental en la modulación de la capacidad de respuesta a los ligandos en los receptores tipo Toll (TLRs). El AMPS LL37, por ejemplo, puede al mismo tiempo evitar la inflamación causada por bacterias y su reconocimiento en los TLRs mediante su unión a moléculas bacterianas como los lipopolisacáridos (LPS) o el ácido teicoico, al mismo tiempo que desencadenar una respuesta inmune uniéndose a los propios ácidos nucleicos y facilitando su reconocimiento en los receptores tipo TRL.
Estos péptidos participan igualmente en promover una rápida curación de heridas y estimulan la angiogénesis, proceso fundamental para la vascularización del nuevo tejido.
Como consecuencia del vínculo AMP-sistema inmunitario, una expresión irregular de los péptidos antimicrobianos puede inducir a enfermedades autoinmunitarias, entre ellas la psoriasis y rosácea en humanos.

## Aplicaciones terapéuticas
Debido a la resistencia a los antibióticos que han desarrollado las bacterias en los últimos años, la necesidad de encontrar una alternativa terapéutica resulta evidente. Los AMPs constituyen un prometedor candidato para tratar las infecciones. Sin embargo, Los AMPs son degradados por las proteasas, por lo que no son efectivas mediante aplicación oral. De igual forma, se inactivan con componentes del suero, por lo que tampoco se pueden aplicar por vía sistémica. Únicamente se está planteando su aplicación tópica en estudios clínicos, aunque aún no se han comercializado. Las significativas diferencias entre los resultados in vitro e in vivo constituyen un obstáculo para su lanzamiento. Algunos de los AMPs que están desarrollándose son los siguientes:
- Boceprevir, Telaprevir, para Hepatitis C
- Daptomicina, Teicoplanina, Oritavancina, Telavancina, Vancomicina, Dalbavancina, para infecciones bacterianas.
- Enfuvirtida, para VIH.

- Bacitracina, para la neumonía, aplicación tópica.

Además, varias líneas de investigación apuntan a algunos de estos péptidos como agentes anticancerosos debido a su citotoxicidad selectiva. Los AMPs no eliminan células sanas, sino que reconocen el exceso de cargas negativas de las membranas de las células cancerosas (fosfatidilserina, mucinas O-glicosiladas, sulfatos de heparano...), ventaja frente a las terapias convencionales. Algunos de estos AMP son las cecropinas, magaininas o lactoferricina B.

## AMP «diseñados», «encriptados» y «extintos»
Los AMP naturales pueden originarse por proteolisis, por síntesis no ribosómica o, pueden estar codificados dentro del genoma.

Se han aislado más de 2600 péptidos naturales en una amplia gama de organismos. 
Los AMP diseñados
mediante diseño racional para obtener moléculas con una propiedad buscada. Se diseñaron análogos de AMP naturales conocidos, modificando sus propiedades para mejorar la actividad antimicrobiana y disminuir la toxicidad para con las células humanas. Esta  predicción basada en aprendizaje automático y ensayos in vitro, ha identificado péptidos con actividad antimicrobiana mejorada.

Se predijeron péptidos antimicrobianos (AMP) dentro del microbioma global, aprovechando un conjunto de datos de metagenomas y genomas procariotas tanto de hábitats ambientales como de los asociados al huésped. y se creó un catálogo integral de péptidos. Se utilizó la síntesis química sin modificaciones postraduccionales.

Para validar las predicciones, se probaron tanto in vitro como in vivo los AMP sintetizados contra patógenos resistentes a fármacos, clínicamente relevantes y de comensales intestinales humanos.
Los AMP encriptados (EP)
son secuencias de péptidos, ocultas en secuencias de proteínas y que son extraídas computacionalmente.

Muchos péptidos encriptados (EP) se generan pos-traduccionalmente por la fragmentación de proteínas más grandes. Los EP son fragmentos detectados computacionalmente, de secuencias de proteínas dentro del proteoma humano y otros proteomas, que han demostrado ser altamente activos frente a microbios.
Una estrategia de diseño de péptidos se guia por la fisicoquímica para identificar puntos críticos funcionales específicos en el AMP. Se identifican los determinantes estructurales y fisicoquímicos clave de la actividad antimicrobiana, en combinación con la ingeniería racional para generar AMP sintéticos con actividad terapéutica.
 Los péptidos cagicin-1, cagicin-4, enterococcin-1, ampspherin-4, reyranin-1 y lachnospirin-1 muestran actividad bactericida cercana a uno de los antibióticos que más se utilizan: la polimixina B.
Los AMP «extintos»
como la neandertalina, la mamutusina, la milodona, la elefasina, la megalocerina y la hidrodamina, la chnospirin-1, muestran actividad muestran actividad bactericida.